# 遊戲王 (動畫)
《遊戲王》（遊☆戯☆王）是改編自高橋和希的漫畫《遊戲王》的日本動畫作品，改編自原作單行本第一卷至第六卷，由東映動畫製作，自1998年4月4日起至10月10日止於每周星期六在朝日電視台播放，每集30分鐘，共27集。1999年3月6日劇場版上映。
相較於之後的《遊戲王—怪獸之決鬥》以及其後所有的動畫版，本作不以卡片戰鬥為故事核心，而是描述各種各樣的遊戲，包括當時流行的溜溜球、電子雞以及許多作者原創的遊戲。相較於原作漫畫，動畫的黑暗遊戲及懲罰遊戲在表現方式上較為和緩，刪除了原作中大量具高度危險性的遊戲。

## 故事
性格懦弱、沒有朋友但擅長玩遊戲的少年武藤遊戲從爺爺手上得到了名為千年積木的古埃及神秘古董，他在拼好了千年積木後，寄宿在積木中的靈魂闇遊戲進入他的身體之中。闇遊戲是一個有高超遊戲技術、自信而且大膽的人格，他是正義的守門人，會以黑暗遊戲來挑戰傷害了遊戲和他朋友的人，並對失敗者以懲罰遊戲來進行制裁。

## 角色

### 主要角色
武藤遊戲（聲優：緒方惠美；台灣：王華怡（三立都會台）／王冠蓉（華視））
童實野高校一年級學生，持有千年積木。
城之內克也（聲優：森川智之；台灣：于正昌（三立都會台）／劉明勳（華視））
童實野高校一年級學生。
本田廣（聲優：置鮎龍太郎；台灣：陳幼文（三立都會台）／洪耀陽（華視））
童實野高校一年級學生。
真崎杏子（聲優：嘉數由美，台灣：許雲雲（三立都會台）／陳曉月（華視））
童實野高校一年級學生，遊戲的青梅竹馬。
野坂美穗（聲優：尤加奈；台灣：陶敏嫻（三立都會台））
童實野高校一年級學生，擔任圖書委員。原作是登場一話的配角，在本動畫版升格為主角之一。

### 其他角色
武藤雙六（聲優：青野武；台灣：劉傑（三立都會台））
遊戲的祖父。
海馬瀨人（聲優：綠川光、佐籐智惠(幼年)；台灣：于正昌（三立都會台）／劉明勳（華視））
童實野高校一年級學生，海馬娛樂集團的社長。
海馬圭平（聲優：三輪勝恵；台灣：陳曉月（華視））
海馬瀨人的弟弟，海馬娛樂集團的副社長。
貘良了（聲優：柏倉つとむ；台灣：劉傑（三立都會台））
轉入童實野高校的1年級學生，持有千年輪。
夏迪（聲優：鹽澤兼人）
持有千年鑰匙和千年秤的神秘人物。

## 製作人員
- 原作：高橋和希（集英社｢ジャンプコミックス｣刊）[3]
- 系列監督：角銅博之
- 系列構成：井上敏樹
- 劇本：井上敏樹、小林靖子、金巻兼一、千葉克彦
- 角色設計：荒木伸吾、姫野美智
- 音樂：BMF
- 美術設計：中村光毅、坂木功治
- 色彩設計：塚田沼
- 編輯：麻生芳弘
- 製作人：梶淳、渡邊哲也、西澤信孝
- 製作：朝日電視台、東映動畫

## 主題曲
電視動畫版與劇場版的主題曲相同。
片頭曲（渴望的呼喊）
作詞：小松未歩、作曲：小松未歩、編曲：小澤正澄、歌：FIELD OF VIEW
片尾曲（明天即使你失敗了）
作詞：坂井泉水、作曲：大野愛果、編曲：WANDS、歌：WANDS

## 各話標題
中文標題由臺灣中華電視公司提供。
| 播放日期      | 話數 | 中文標題           | 日文標題 | 劇本     | （分鏡） 演出         | 作畫監督          | 美術       | 收錄VHS |
| ------------- | ---- | ------------------ | -------- | -------- | --------------------- | ----------------- | ---------- | ------- |
| 1998年 4月4日 | 1    | 黑暗遊戲           |          | 井上敏樹 | 角銅博之              | 高木雅之 市川慶一 | 德重賢     | VOL.1   |
| 4月11日       | 2    | 逃獄犯             |          | 井上敏樹 | （角銅博之） 池田洋子 | 本橋秀之          | 中村光毅   | VOL.1   |
| 4月18日       | 3    | 怪獸魔術卡         |          | 小林靖子 | 新田義方              | 竹内昭            | 和田いづみ | VOL.1   |
| 4月25日       | 4    | 超級夢幻手錶爭奪戰 |          | 金卷兼一 | （角銅博之） 森一敏   | 内山正幸          | 芳野満雄   | VOL.2   |
| 5月2日        | 5    | 現在揭曉遊戲的秘密 |          | 井上敏樹 | 早川啓二              | 本木久年          | 德重賢     | VOL.2   |
| 5月9日        | 6    | 友情的力量         |          | 井上敏樹 | 角銅博之              | 本橋秀之          | 松本健治   | VOL.2   |
| 5月16日       | 7    | 電子寵物大對決     |          | 小林靖子 | 細田雅弘              | 須田正己          | 和田いづみ | VOL.2   |
| 5月23日       | 8    | 遊戲四大天王       |          | 金卷兼一 | 山田徹                | 進藤滿尾          | 坂木功治   | VOL.3   |
| 5月30日       | 9    | 溜溜球神技         |          | 井上敏樹 | 中村哲治              | 内山正幸          | 松宮正純   | VOL.3   |
| 6月6日        | 10   | 女老師的真面目     |          | 千葉克彦 | 大庭秀昭              | 山崎隆生          | 松本健治   | VOL.3   |
| 6月13日       | 11   | 太空蛋棋子         |          | 小林靖子 | 角銅博之              | 須田正己          | 和田いづみ | VOL.3   |
| 6月20日       | 12   | 打不敗的人         |          | 井上敏樹 | 早川啓二              | 本木久年          | 芳野満雄   | VOL.4   |
| 6月27日       | 13   | 預言家的陰謀       |          | 小林靖子 | 細田雅弘              | 本橋秀之          | 松宮正純   | VOL.4   |
| 7月4日        | 14   | 炸彈遊戲           |          | 千葉克彦 | 勝間田具治            | 永樹龍博          | 松本健治   | VOL.4   |
| 7月11日       | 15   | 可怕的女人         |          | 井上敏樹 | 中村哲治              | 進藤滿尾          | 和田いづみ | VOL.4   |
| 7月18日       | 16   | 白衣天使的危機     |          | 小林靖子 | （角銅博之） 中村哲治 | 内山正幸          | 坂木功治   | VOL.5   |
| 7月25日       | 17   | 模特兒的挑戰       |          | 千葉克彦 | 鈴木吉男              | 桜井木ノ実        | 松宮正純   | VOL.5   |
| 8月1日        | 18   | 禁忌遊戲           |          | 井上敏樹 | 早川啓二              | 本木久年          | 松本健治   | VOL.5   |
| 8月8日        | 19   | 最佳人緣選拔賽     |          | 小林靖子 | 明比正行              | 須田正己          | 和田いづみ | VOL.5   |
| 8月15日       | 20   | 最後一張王牌       |          | 井上敏樹 | 勝間田具治            | 永樹龍博          | 坂木功治   | VOL.6   |
| 8月22日       | 21   | 終極遊樂園         |          | 千葉克彦 | （角銅博之） 中村哲治 | 本橋秀之          | 松宮正純   | VOL.6   |
| 8月29日       | 22   | 終極射擊戰         |          | 小林靖子 | 山田徹                | 内山正幸          | 德重賢     | VOL.6   |
| 9月5日        | 23   | 太空蛋王大對決     |          | 井上敏樹 | 細田雅弘              | 進藤滿尾          | 松本健治   | VOL.6   |
| 9月12日       | 24   | 最後的決戰         |          | 井上敏樹 | 早川啓二              | 本木久年          | 和田いづみ | VOL.7   |
| 9月26日       | 25   | 美少年的挑戰       |          | 小林靖子 | 細田雅弘              | 須田正己          | 松宮正純   | VOL.7   |
| 10月3日       | 26   | 大危機             |          | 井上敏樹 | 明比正行              | 内山正幸          | 坂木功治   | VOL.7   |
| 10月10日      | 27   | 真實的友情         |          | 井上敏樹 | （明比正行） 池田洋子 | 山口泰弘          | 德重賢     | VOL.7   |

## 播放電視台
| 播放地區       | 播放電視台     | 聯播網         | 備註                    |
| -------------- | -------------- | -------------- | ----------------------- |
| 關東廣域圈     | 朝日電視台     | 電視台朝日系列 | 製作電視台              |
| 北海道         | 北海道電視台   | 電視台朝日系列 | 同時網路播放            |
| 青森縣         | 青森朝日放送   | 電視台朝日系列 | 同時網路播放            |
| 岩手縣         | 岩手朝日電視台 | 電視台朝日系列 | 同時網路播放            |
| 宮城縣         | 東日本放送     | 電視台朝日系列 | 同時網路播放            |
| 秋田縣         | 秋田朝日放送   | 電視台朝日系列 | 同時網路播放            |
| 山形縣         | 山形電視台     | 電視台朝日系列 | 同時網路播放            |
| 福島縣         | 福島放送       | 電視台朝日系列 | 同時網路播放            |
| 新潟縣         | 新潟電視台21   | 電視台朝日系列 | 同時網路播放            |
| 長野縣         | 長野朝日放送   | 電視台朝日系列 | 同時網路播放            |
| 静岡縣         | 静岡朝日電視台 | 電視台朝日系列 | 同時網路播放            |
| 富山縣         | 北日本放送     | 日本電視台系列 | 星期二 16:55 - 延遲放送 |
| 石川縣         | 北陸朝日放送   | 朝日電視台系列 | 同時網路放送            |
| 中京廣域圈     | 名古屋電視台   | 朝日電視台系列 | 同時網路放送            |
| 近畿廣域圈     | 朝日放送       | 朝日電視台系列 | 同時網路放送            |
| 廣島縣         | 廣島HOME電視台 | 朝日電視台系列 | 同時網路放送            |
| 山口縣         | 山口朝日放送   | 朝日電視台系列 | 同時網路放送            |
| 香川縣、岡山縣 | 瀨戶内海放送   | 朝日電視台系列 | 同時網路放送            |
| 愛媛縣         | 愛媛朝日電視台 | 朝日電視台系列 | 同時網路放送            |
| 福岡縣         | 九州朝日放送   | 朝日電視台系列 | 同時網路放送            |
| 長崎縣         | 長崎文化放送   | 朝日電視台系列 | 同時網路放送            |
| 熊本縣         | 熊本朝日放送   | 朝日電視台系列 | 同時網路放送            |
| 大分縣         | 大分朝日放送   | 朝日電視台系列 | 同時網路放送            |
| 鹿兒島縣       | 鹿兒島放送     | 朝日電視台系列 | 同時網路放送            |
| 沖繩縣         | 琉球朝日放送   | 朝日電視台系列 | 同時網路放送            |

## 劇場版
1999年3月6日上映，為東映製作劇場版《遊戲王》第1作同時也是朝日電視台開台40週年紀念作品。後發行該片的彩色漫畫書。

### 製作人員
- 原作：高橋和希
- 製作：高岩淡、玉村輝雄（集英社）、泊懋
- 企画：櫻田博之、週刊少年Jump
- 製作擔當：松坂一光
- 腳本：小林靖子
- 音樂：BMF
- 副監督：古賀豪
- 美術監督：中山益男
- 人物設計、作画監督：荒木伸吾、姫野美智
- 監督：志水淳兒

## 外部連結
- 官方網站 （页面存档备份，存于）東映動畫（日語）
- 遊☆戯☆王 （页面存档备份，存于）東映動畫（日語）
- 互联网电影数据库（IMDb）上《遊戲王》的资料（英文）